# گیلبرت هارمن
گیلبرت هارمن (به انگلیسی: Gilbert Harman) 
(۱۹۳۸ - ۲۰۲۱) فیلسوف آمریکایی و استاد دانشگاه پرینستون بود. او از مدافعان نسبیت اخلاقی بود و در این زمینه مناظراتی با جودیت جارویس تامسون داشت.